# 万经
万经（1659年—1741年），字授一，号九沙，浙江寧波府鄞县（今屬寧波市海曙區）人，祖籍河南定遠（今安徽），清朝经学家、史学家、藏书家、书法家。

## 生平
清朝康熙四十二年（1703年），登进士。选庶吉士，授翰林院编修。曾官贵州学政。乾隆元年，诏博学鸿词科，不赴。
精于史学，曾师事于黄宗羲、刘宗周，承浙东学派。富藏书，工隶书。隶书取法于汉碑，受《曹全碑》影响尤深。
著述颇丰，有《分隶偶存》、《文献徵存录》 、《万氏经学》、《万氏史学》等，并继修家族多部著作《尚书谈》、《明史举要》等，如增补了万斯大《礼记集解》，修订考证了万言的《尚书说》，重修了万斯同的《列代纪年》。逝世享年83岁。

## 家族
生于明清经学世家鄞县万氏。父万斯大。

## 书法
- 梁同书《频罗庵书画跋》评其书法：“其书如商彝周鼎，古色黝然；又如苍松老柏，可爱可敬”。
- 传世作品有《云鹤梅炎》对联，为邓永清旧藏。收录于《书法丛刊》（1998年第3期）、《邓永清收藏明清书画选集》（文物出版社出版）等出版物中。
- 评《史晨碑》：“修饬紧密，矩度森然，如程不识之师”。
- 评《曹全碑》：“秀美飞动，不束缚，不驰骤，洵神品也”。